# オレンジ (楽器メーカー)

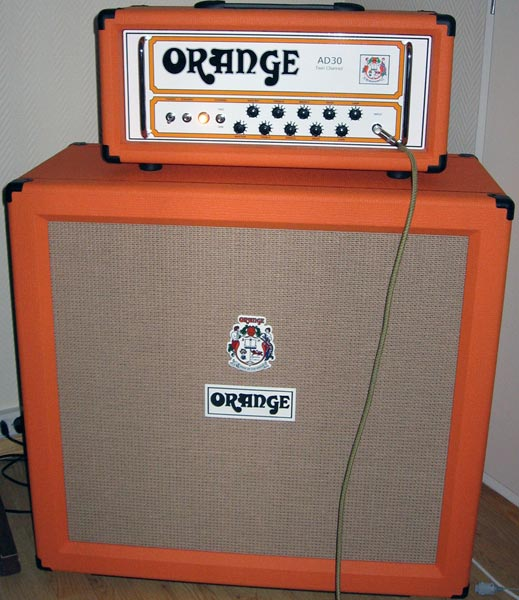
特徴的な外装のオレンジアンプとスピーカーキャビネット

オレンジ (Orange Music Electronic Company) はイギリスのエレクトリックギター用、PA用アンプの製造会社。特徴的な、明るいオレンジの素材でキャビネットを覆っていることで有名。

## 歴史
オレンジは1968年にロンドンでクリフォード・クーパーにより設立された。オレンジアンプとPAはここで製造された。当初はレコーディングスタジオとして始まり、ジョー・ミーク (Joe Meek)が彼のバンド「ミリオネアーズ」で使用したIBCミキシングコンソールを特徴としていた。
1968年秋、クリフはハッダーズフィールドに拠点を置くマタンプ（創設者マット・マティアスの名に因む社名）に、クリフのデザインによるオレンジ用100W級真空管アンプを発注。アメリカの工場は米国市場向けのスピーカーキャビネットだけを製造し、真空管アンプはイングランド製である。
オレンジアンプは当初ギター用スピーカーキャビネットに合うよう、中/小出力のアンプヘッドであった。最も有名なアンプはOR120で、これは文字のかわりに各コントロールの説明を図案で示していたため、「グラフィック」モデルと呼ばれた。後のOD120にはマスターボリュームを付けた「オーバードライブモデル」もある。多くのアンプはイギリスのメーカー マーシャルやハイワットでの使用で有名な「EL34」真空管を使った出力回路に基づいており、これはアンプヘッドとスピーカーキャビネットの分離した形式で利用可能である。
1970年代、ミキサー部はトランジスタ、パワー部は真空管というハイブリッドPAも製造。近年は、ベースアンプや他のオーディオアンプと同様の、スピーカーとアンプが一体になったコンボアンプも製造している。
1990年代後半から2000年代前半、AD15/12やAD30といった全真空管アンプで大成功を収めた。A級回路で単一スピーカー、15W出力のAD15/12は現在生産されておらず、強く求められている。近年にはAD30を独立2チャンネル化したAD30TCモデルが発売されているが、依然として大きなコントロールノブを持つ、シングルチャンネルのモデルを探し求めるユーザーも多い。
オレンジは2001年にトランジスタ回路のクラッシュシリーズを発表、2004年には新たなロッカーシリーズを発表した。このシリーズは5つの異なるモデルからなる。ロッカー30は増幅管を2本使用したA級回路で伝統的ブリティッシュ・ロックサウンドを実現。1x12サイズのコンボで入手できる唯一のアンプである。ロッカーヴァーブは同様の回路だが、追加のゲイン部を追加し、より今日的サウンドになっている。両方リバーブ付きである。ロッカーヴァーブは50Wヘッド（6V6増幅管x4）と100Wヘッド（EL34増幅管x4だが、6L5や6550に変更可能）が用意されている。2006年、新たな2機種を発表。使いやすさと高音質、低価格で人気を博した、小さく持ち運び可能なタイニー・テラーと、200W（6550増幅管x6）、内蔵アッテネーターを備え、より現代的用途に向けたサンダーヴァーブ200である。後者は50W出力のサンダーヴァーブ50という小型のタイプも用意された。

## 著名なユーザー
- トニー・アイオミ（ブラック・サバス）
- ブラッド・ウィットフォード（エアロスミス）
- ジ・エッジ（U2）
- ノエル・ギャラガー（オアシス）
- ピーター・グリーン（フリートウッド・マック）
- ジェレミー・スペンサー（フリートウッド・マック）
- ジミー・ペイジ（レッド・ツェッペリン）
- ポール・コゾフ（フリー）
- ジョー・ペリー（エアロスミス）
- ジェイムズ・ルート（ストーン・サワー、スリップノット）
- オマー・ロドリゲス・ロペス　（マーズ・ヴォルタ）
- 坂本慎太郎（ゆらゆら帝国）
- 真鍋吉明（the pillows）
- 岡野昭仁（ポルノグラフィティ）
- 大木伸夫（ACIDMAN）
- 田渕ひさ子（ナンバーガール、bloodthirsty butchers、toddle）
- 345（凛として時雨）
- NAOTO（ORANGE RANGE）
- YOH（ORANGE RANGE）
- 三原健司（フレデリック(バンド)）
- 椎名林檎
- 忌野清志郎(OR120、OTR80、AD15)
- 福山雅治（主にテレビ番組に出演した際に使用）
- 三澤勝洸（パスピエ）
- MISA (BAND-MAID)
- KANAMI (BAND-MAID)
- 丸山隆平 (関ｼﾞｬﾆ∞)
- Y.K.C (Coldrain)

## アンプの現行機種
サンダーヴァーブ200 (Thunderverb 200)
全真空管のギター及びベースアンプヘッド。
タイニーテラー (Tiny Terror)
15W/7Wのコンパクトな真空管ギターアンプヘッド
ロッカーシリーズ (Rocker Series)
- ロッカーヴァーブ100 ヘッド
- ロッカーヴァーブ50 ヘッド
- ロッカー30 ヘッド
- ロッカーヴァーブ50 コンボ
- ロッカー30 コンボ

ADシリーズ
- AD140ツインチャンネル ヘッド
- AD30ツインチャンネル ヘッド
- AD30リヴァーブ コンボ
- AD30ツインチャンネル コンボ
- AD5シングルチャンネル コンボ

スピーカーキャビネット
オレンジのキャビネットは、アメリカ合衆国向けはアメリカで製造されている。
- 1 x 12 - セレッションG12ヴィンテージ30 (60W)
- 1 x 12 - セレッションG12K-100 (100W)
- 2 x 12 - セレッションG12ヴィンテージ30 (120W)
- 4 x 12 - セレッションG12ヴィンテージ30 (240W)
- 4 x 12 HP - セレッションG12K-100 (400W)
- 4 x 12 AD (アンディ・ダンロップシグネチュア) - セレッションG12ヴィンテージ30 (240)

クラッシュシリーズ (Crush Series)
トランジスタの練習用コンボ。他の製品ラインとは違い、イングランドでは製造していない（2007年の時点では、韓国国内で製造されていた）。
- クラッシュ10
- クラッシュ15
- クラッシュ15リヴァーブ
- クラッシュ30リヴァーブ
- マイクロ・クラッシュ
- クラッシュ20ベース
- クラッシュ35ベース

ベース・レンジ
- AD200Bヘッド
- 4 x 10 スピーカーキャビネット
- 1 x 15 スピーカーキャビネット

## オレンジ・カスタムショップ
オレンジ・カスタムショップはハンドワイアードの真空管アンプを設計・製造している。
- レトロ50 ヘッド
- AD50 ヘッド